# 特尔河畔塞尔维亚
特尔河畔塞尔维亚，是西班牙加泰罗尼亚赫罗纳省的一个市镇，位于特尔河畔。总面积10平方公里，总人口909人（2013年），人口密度94人/平方公里。